# SIGINT (Signal)
SIGINT bezeichnet auf POSIX-kompatiblen Plattformen ein Signal, das eine Unterbrechungsanforderung anzeigt.
Die Konstante zu SIGINT ist in der Header-Datei signal.h üblicherweise mit dem Wert 2 definiert. Symbolische Signal-Bezeichnungen werden verwendet, da sich die Signalnummern plattformabhängig unterscheiden können.

## Etymologie
SIG wird gewöhnlich als Vorsilbe für Signale verwendet.
INT ist ein Kürzel für den Begriff interrupt, zu Deutsch unterbrechen.

## Verwendung
SIGINT wird erzeugt, um den normalen Ablauf eines Prozesses zu unterbrechen.
Meist führt der Empfang des SIGINT zum Beenden des Prozesses. Der Empfänger kann eine Signalbehandlung installieren, z. B. um Daten zu sichern oder das Programm weiter laufen zu lassen.
Bei Verwendung eines Terminals wird das Signal meist durch Eingabe von Strg-C (Ctrl-C) vom Gerätetreiber erzeugt.
Auf  unixoiden Systemen wird die Terminalschnittstelle mit dem Programm stty eingestellt. Hier insbesondere mit der Option int.
Signale werden mit der  C-Funktion kill an einen  Prozess, einen  Thread oder eine Prozessgruppe geschickt. Dies wird z. B. durch die Befehlszeilenprogramme kill oder killall gemacht.